# Dang Tong
Huyện Dang Tong (tiếng Khmer: ស្រុកដងទង) là một huyện nằm ở Tỉnh Kampot, ở phía nam Campuchia.